# 청주금빛도서관
청주금빛도서관(淸州金빛圖書館)은 대한민국 충청북도 청주시 상당구에 있는 시립 도서관이다.

## 연혁
- 2019년 8월 28일 개관.